# Michail Jurjewitsch Balandin
Michail Jurjewitsch Balandin (russisch Михаил Юрьевич Баландин; * 28. Juli 1980 in Lipezk, Russische SFSR; † 7. September 2011 in Tunoschna bei Jaroslawl, Russland) war ein russischer Eishockeyspieler.

## Karriere
Michail Balandin begann seine Karriere als Eishockeyspieler in der Nachwuchsabteilung von Lokomotive Jaroslawl, für dessen Profimannschaft er von 1999 bis 2001 in der Superliga aktiv war. Parallel spielte er dabei in der Saison 1999/2000 in der Wysschaja Liga, der zweiten russischen Spielklasse, für Disel Pensa und Krylja Sowetow Moskau. Die Saison 2001/02 begann der Verteidiger bei Salawat Julajew Ufa in der Superliga, verließ den Klub jedoch bereits nach nur vier Einsätzen und schloss sich für die nächsten drei Jahre dessen Ligarivalen HK Lada Toljatti an, wobei er in der Saison 2002/03 auch in vier Spielen für seinen Ex-Klub Lokomotive Jaroslawl auf dem Eis stand.
Von 2004 bis 2008 spielte Balandin je zwei Jahre für den HK ZSKA Moskau und Chimik Moskowskaja Oblast in der Superliga. Anschließend nannte sich Chimik in Atlant Mytischtschi um, für den der ehemalige Junioren-Nationalspieler zwischen 2008 und 2010 in der neu gegründeten Kontinentalen Hockey-Liga auflief.
Zur Saison 2010/11 fusionierte der HK Dynamo Moskau und der HK MWD Balaschicha zum OHK Dynamo, für den Balandin weiterhin spielte. 2011 kehrte er zu seinem Heimatverein nach Jaroslawl zurück.
Am 7. September 2011 kam er bei einem Flugzeugabsturz bei Jaroslawl ums Leben.

### International
Für Russland nahm Balandin an der U20-Junioren-Weltmeisterschaft 2000 teil. Bei dieser belegte er mit seiner Mannschaft den zweiten Platz. In sieben Spielen gab er dabei eine Torvorlage.

## Erfolge und Auszeichnungen
- 2000 Silbermedaille bei der U20-Junioren-Weltmeisterschaft